# George Finn
George Agiashvili (géorgien : გიორგი აგიაშვილი), connu sous le nom de George Finn, est un acteur géorgien-américain, né le 21 janvier 1990 à Tbilissi.

## Biographie
Sa première apparition est dans Allie Singer (Unfabulous) dans le rôle de Julian, avant de s'ensuivre à la télévision Retour à Lincoln Heights (Lincoln Heights), 90210 Beverly Hills : Nouvelle Génération (90210), How I Met Your Mother, Cold Case : Affaires classées (Cold Case) et Mentalist (The Mentalist).
Quant au cinéma, il joue dans le premier long-métrage The Harsh Life of Veronica Lambert de son frère Nick Agiashvili, avec qui il tournera d'autres films tels que A Green Story et Tbilisi, I Love You. Ce n'est qu'en 2014, il se révèle comme acteur principal dans le film de science-fiction Time Lapse de Bradley King.

## Filmographie

### Cinéma

#### Longs métrages
- 2009 : The Harsh Life of Veronica Lambert de Nick Agiashvili : Luke
- 2012 : LOL USA de Lisa Azuelos : Chad
- 2012 : A Green Story de Nick Agiashvili : le jeune camionneur
- 2014 : Tbilisi, I Love You de Nick Agiashvili : Sandro
- 2014 : Time Lapse de  Bradley King : Jasper
- 2014 : Just Before I Go de Courteney Cox : Wyatt
- 2016 : Feral de Mark Young : Matt

en attente
- Men of Granite de Dwayne Johnson-Cochran : Evon Parsaghian (préproduction)
- Savage Mutts de Nick Agiashvili (annoncé)
- The Short Happy Life of Butch Livingston de Nick Agiashvili : Butch Livingston (annoncé)

#### Courts-métrages
- 2013 : Love's Routine de Shirlyn Wong : Ben

### Télévision

#### Séries télévisées
- 2004-2005 : Allie Singer (Unfabulous) : Julian (2 épisodes)
- 2009 : Sex Ed : Billy Henry
- 2009 : Rockville CA : Adam (saison 1, épisode 4 : Shoegazed)
- 2009 : Retour à Lincoln Heights (Lincoln Heights) : Derek (saison 4, épisode 1 : Home Again)
- 2009 : 90210 Beverly Hills : Nouvelle Génération (90210) : Michael (3 épisodes)
- 2009-2010 : How I Met Your Mother : Jamie Adamic (2 épisodes)
- 2010 : Cold Case : Affaires classées (Cold Case) : Barry Jensen (2 épisodes)
- 2014 : Mentalist (The Mentalist) : Wes Baxter (saison 6, épisode 22 : Blue Bird)
- 2025 : S.W.A.T. : Alex Abazi (saison 8, épisode 12)

### Clips musical
- 2009 : Paparazzi de Jonas Åkerlund, pour Lady Gaga